# Vase dit de la Renaissance
Le Vase dit de la Renaissance est un vase en porcelaine de Sèvres, bronze et pierres de verre composé de 7 parties.

## Description
Source:   

C'est un vase de style Renaissance mais créé au XIXe siècle. Il comporte deux anses ornées de félins et bagues de bronze dorés montées en pierreries de couleur rouges et vertes. L'ensemble du vase est décoré en bleu, blanc et or. Sur la panse, des scènes illustrant des évènements artistiques de la période renaissance avec des personnages en haut relief en biscuit, sur le pourtour de la panse une couronne de pierreries de couleur topaze.
Ces scènes présentent :
- d'un côté, le sculpteur Jean Goujon montrant au roi Henri II et à sa maîtresse Diane de Poitiers sa sculpture de Diane au cerf, dite Diane d'Anet.
- de l'autre, Léonard de Vinci peignant la Joconde en présence du roi François Ier. En fait, Léonard de Vinci a peint la Joconde en Italie avant de rencontrer François Ier. Mais la tradition selon laquelle Léonard avait embauché des musiciens pour faire patienter la Joconde pendant les longues séances de pose a été respectée.

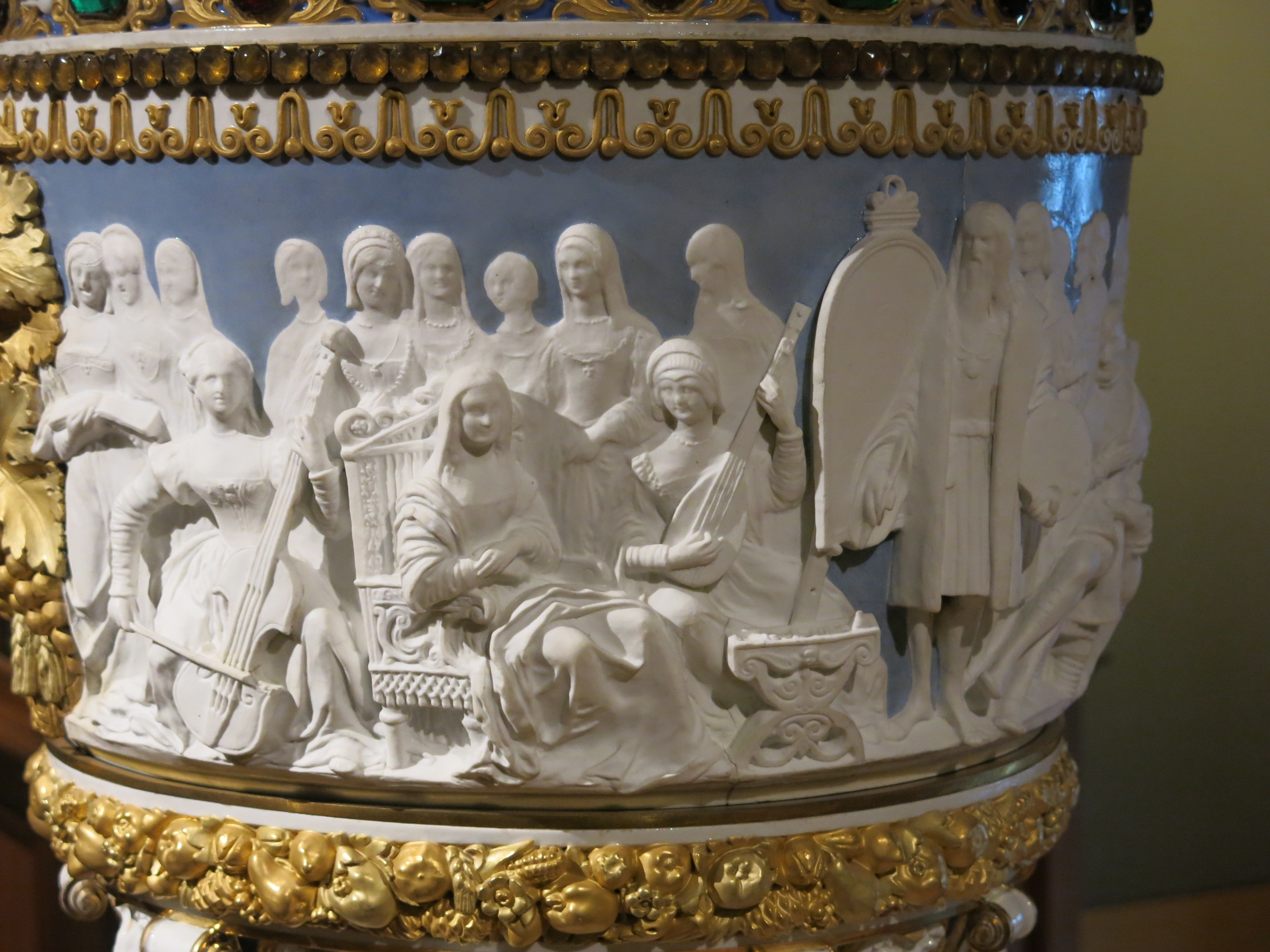
Léonard de Vinci peignant la Joconde en présence du roi François Ier.
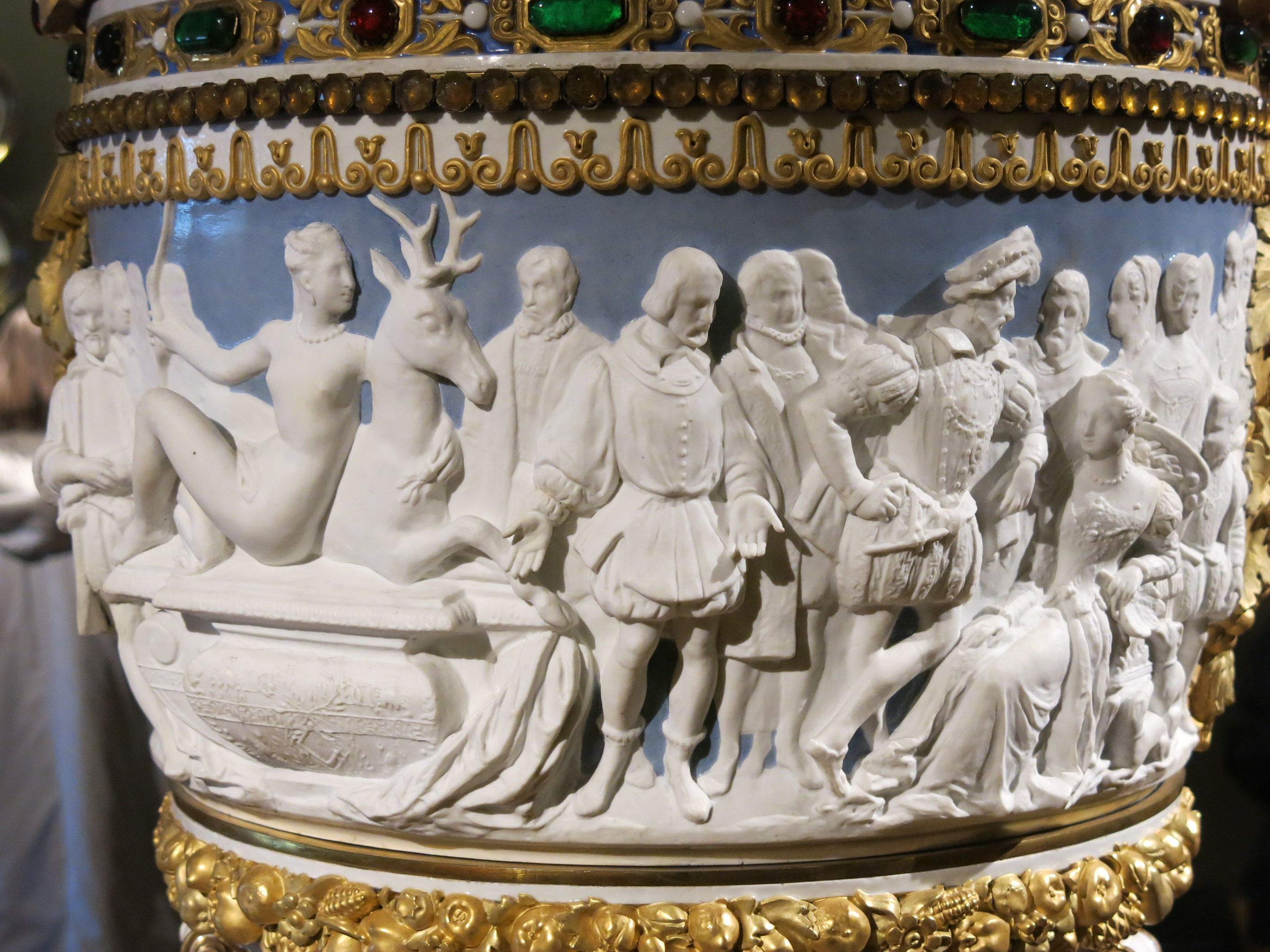
Le sculpteur Jean Goujon montrant au roi Henri II et à Diane de Poitiers sa sculpture de Diane au cerf.

## Autres versions
Il existe un autre vase très semblable avec les mêmes reliefs mais sur fond marron au lieu de bleu. Il est conservé au château de Fontainebleau (réf. F845c) 
Il existe enfin une autre version en bronze doré toujours avec les mêmes motifs conservé au musée des Arts Décoratifs à la suite du legs Chenavard  (réf. du mobilier national GML 10520)